# 索尼克大冒险
《索尼克大冒险》是一款由Sonic Team制作、世嘉发行的平台游戏。本游戏作为Dreamcast首发游戏于1998年在日本地区发行。

## 剧情
《索尼克大冒险》是一个平台游戏，玩家可以控制六个不同角色：刺猬索尼克、塔尔斯、纳克鲁斯、艾咪蘿絲、胖猫比克和E-102 “伽马”。他们必须阻止蛋头博士盗取七颗混沌玉石。本游戏是第一款3D能够具有自由漫步玩法的《刺猬索尼克系列》游戏。《索尼克大冒险》具有2个游戏模式：探险和试验。
探险模式只供单人游戏。模式分为两个区域：探险领域和动作关卡。探险领域包含多个会在故事情节中出现的事件。而动作关卡中，每个角色需要完成目标来通关。

## 制作
《索尼克大冒险》的制作大约开始于1997年4月。整个制作组大约有30个人。在制作了Mega Drive多个作品之后，中裕司的工作重点主要放在制作将于世嘉土星上发行的《飛天幽夢》。Sonic Team最初计划是在世嘉土星上制作一款3D索尼克游戏。但是最终转至Dreamcast。
曾经制作《飛天幽夢》的設計師飯塚隆向中裕司提议他们应该制作一部角色扮演类索尼克游戏。为了达到更为自然和现实的感觉，以至于达到像废墟和丛林的异国水准，Sonic Team的核心成员专程前往中美洲和南美洲。小组拜访了坎昆、危地马拉和秘鲁。他们使用拍摄的照片作为游戏的素材。

## 评价
《索尼克大冒险》广受好评，《Fami通》给予本游戏38/40的分数。
在发行之时，《索尼克大冒险》受到《街机》杂志的好评。游戏被认为是在美学和视觉细节中的“巨大前进”。

## 影响
在《索尼克大冒险》之后，於1999年在新成立Sonic Team美國分部（Sonic Team USA）並制作了《索尼克大冒险2》。其为索尼克系列在Dreamcast最后一作。本作同时引入了两个角色比格和伽马。他们会在之后的游戏和媒体出现。以及无处不在的混乱生物。《索尼克大冒险》的情节之后改编成6集故事。其在2003年动画音速小子X的第二季。

## 外部連結
- 超音鼠大冒險影片 （页面存档备份，存于）